# Bahabón
Bahabón, là một đô thị trong tỉnh Valladolid, Castile và León, Tây Ban Nha. Dân số 198 (2004) và diện tích 20,87 km².

## Biến động dân số
| 1991 | 1996 | 2001 | 2004 | 2008 |
| ---- | ---- | ---- | ---- | ---- |
| 255  | 208  | 191  | 198  | 173  |